# C'est pour toi
Albums de Céline Dion
Les Plus Grands Succès de Céline Dion
(1984) Céline Dion en concert
(1985)
Singles
1. C'est pour toi
Sortie : septembre 1985
2. C'est pour vivre
Sortie : 1985

C'est pour toi est le septième album de Céline Dion, sorti le 27 août 1985.

## Historique
Ces dix chansons seront les dernières œuvres originales proposées au Canada avant une absence d'un an, après laquelle le public retrouve Céline Dion publiée par une nouvelle maison de disques, CBS (aujourd'hui Sony Music). Distribué exclusivement au Québec, deux singles en sont extraits : C'est pour vivre et C'est pour toi. Seul le single C'est pour vivre est commercialisé en France.
Une des chansons préférées de la chanteuse est présente sur cet album : Elle. Également présentes, deux des chansons distribuées sur son second album en France : Les Oiseaux du bonheur et Paul et Virginie, renommée Virginie… roman d'amour.

## Liste des titres
| No  | Titre                   | Auteur                                       | Durée |
| --- | ----------------------- | -------------------------------------------- | ----- |
| 1.  | C'est pour toi          | Eddy Marnay, François Orenn                  | 4:01  |
| 2.  | Tu es là                | Paul Baillargeon                             | 2:43  |
| 3.  | Dis-moi si je t'aime    | Marnay, Baillargeon                          | 2:49  |
| 4.  | Elle                    | Marnay, Baillargeon                          | 2:45  |
| 5.  | Pour vous               | Marnay, Peter Sipos                          | 3:12  |
| 6.  | Les Oiseaux du bonheur  | Marnay, André Popp                           | 3:39  |
| 7.  | Avec toi                | Marnay, Christian Loigerot, Thierry Geoffroy | 3:27  |
| 8.  | Amoureuse               | Marnay, Baillargeon                          | 3:14  |
| 9.  | Virginie… roman d'amour | Marnay, Loigerot, Geoffroy                   | 3:50  |
| 10. | C'est pour vivre        | Marnay, Popp                                 | 4:06  |

## Distribution
| Pays   | Date         | Label           | Format   | Catalogue |
| ------ | ------------ | --------------- | -------- | --------- |
| Canada | 27 août 1985 | Productions TBS | Disque   | TBS 503   |
| Canada | 27 août 1985 | Productions TBS | Cassette | TBS 4503  |

## Classements
| Pays                  | Meilleure position | Certification | Vente  |
| --------------------- | ------------------ | ------------- | ------ |
| Canadian Albums Chart | —                  | Or            | 50 000 |